# Kinh tế & Đô thị (báo)
Báo Kinh tế & Đô thị (hoặc Kinh tế và Đô thị, Kinh tế đô thị) là một tờ báo, cơ quan ngôn luận của Ủy ban nhân dân thành phố Hà Nội. Tờ báo đã được ra mắt lần đầu tiên vào ngày 1 tháng 1 năm 1999 với 4 kỳ/tuần trong thời gian đầu tiên. Đến ngày 28 tháng 12 năm 2012, báo Kinh tế & Đô thị chính thức ra mắt phiên bản báo điện tử tại địa chỉ kinhtedothi.vn.

## Lịch sử
Ngày 1 tháng 1 năm 1999, Báo Kinh tế & Đô thị, cơ quan ngôn luận của Ủy ban nhân dân thành phố Hà Nội đã ra mắt số báo đầu tiên kéo dài 4 kỳ/tuần.
Đến ngày 28 tháng 12 năm 2012, Báo Kinh tế & Đô thị chính thức ra mắt phiên bản điện tử với tên gọi Báo điện tử Kinh tế & Đô thị tại kinhtedothi.vn.
Năm 2023, tờ báo đã kỷ niệm 10 năm thành lập báo điện tử và 24 năm ra mắt số báo đầu tiên. Tại đây, tờ báo cũng đã được thành phố Hà Nội tặng Bằng khen vì thành tích trong công tác tuyên truyền trong Đại hội thể thao Đông Nam Á lần thứ 31. Đồng thời, Thủ tướng Chính phủ Phạm Minh Chính cũng đã tặng Bằng khen cho tờ báo.

## Đặc điểm
Hiện nay, Báo Kinh tế & Đô thị đã trở thành một cơ quan báo chí đa phương tiện với: báo in Kinh tế & Đô thị, ấn phẩm Pháp luật & Xã hội, chuyên đề Nội thất cùng báo điện tử Kinh tế & Độ thị với nhiều chuyên trang báo điện tử là: Hanoitimes, Tiêu dùng, Giao thông Hà Nội, Pháp luật và Xã hội, Đô thị và cuộc sống.
Theo ông Nguyễn Minh Đức, Tổng Biên tập báo Kinh tế & Đô thị cho biết hiện tờ báo có 170 cán bộ, phóng viên và nhân viên với 11 ấn phẩm bao gồm 4 ấn phẩm in và 7 ấn phẩm điện tử. Tòa soạn chính của tờ báo được đặt tại Hà Nội cùng các văn phòng đại diện, phóng viên thường trú tại Thành phố Hồ Chí Minh, Đà Nẵng, Nghệ An, Hải Phòng, Quảng Ninh,... và mới nhất là Cần Thơ.